# Mosquée aux Quarante Piliers
 (novembre 2018).
La Mosquée aux Quarante Piliers appelée aussi Masdjed-é tchehel sotoun est une mosquée édifiée au XVe siècle dans la ville de Ziyâratgâh en Afghanistan. Monument original par son plan et son agencement intérieur, l'édifice a été presque entièrement ruiné lors des combats de l'occupation soviétique du pays.

## Localisation
Ziyâratgâh est située à 20 kilomètres au sud de la capitale de province, Hérat. La mosquée aux Quarante Piliers est située à seulement 300 mètres de la Grande Mosquée du Vendredi de Ziyâratgâh.

## Histoire
Ziyâratgâh n'est plus de nos jours qu'un simple bourg, cependant il était un site important sur le plan religieux et commercial sous les princes Timourides, qui y ont fait élever quatre bâtisses importantes.
La mosquée est bâtie à la fin du XVe siècle mais peut-être sur des bases plus anciennes d'époque sedjoukide.
La mosquée fait l'objet de plusieurs restaurations.
L'édifice est presque totalement détruit au moment de l'occupation soviétique du pays. L'édifice est touché par des bombardements soviétiques en 1982.

## Architecture et décoration
L'édifice ne possède pas le plan traditionnel avec des bâtiments organisés autour d'une cour et des porches. Ce plan original est peut-être lié à un édifice préexistant à l'époque timouride ou alors plus simplement du fait d'une configuration du terrain peu propice au plan traditionnel.
Le bâtiment, obéissant à une orientation nord-sud, mesure 25,50 mètres sur 32,60 mètres.
Deux édifices sont présents, une mosquée d'hiver pourvue d'une coupoles hautes de 6,20 mètres et deux rangs de six piliers. Une mosquée d'été est également présente avec deux rangées de huit piliers. 
Chacun des lieux possède son propre Mihrab. Les mihrabs possédaient un décor de mosaïque de céramiques. Avant les destructions de la guerre soviéto-afghane, le décor de la mosquée d'hiver était perdu. La mosquée d'été avait conservé son décor floral et une inscription calligraphiée blanche sur fond blanc.
Une cellule de méditation était creusée dans l'argile afin de servir de lieu de méditation et de retraite spirituelle.